# Lilium kesselringianum
Lilium kesselringianum là một loài thực vật có hoa trong họ Liliaceae. Loài này được Miscz. miêu tả khoa học đầu tiên năm 1914.
Lilium kesselringianum có nguồn gốc từ Bắc và Nam Caucasus cũng như miền bắc Thổ Nhĩ Kỳ. Nó phát triển từ mực nước biển dọc theo Biển Đen lên các ngọn núi đến mực nước ngầm trên các rìa rừng, trong các vùng đồng cỏ, và trên bãi cỏ. 

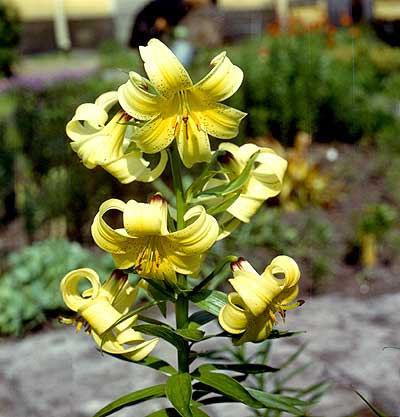

Cây mọc đến độ cao 40–60 inch (1–1,5m), nhưng có lúc đã được ghi nhận lên đến 80 inches (2m). Lá có hình dài như ngọn giáo (lanceolatus) dài 4-8 inch (10-20 cm) và lớn lên theo chiều dài của thân cây.
Hoa thường bắt đầu nở vào tháng 6 (Ở Abkhazia cây nở hoa lên đến 3 tuần sau).